# Anzeigenblattgruppe Südbayern

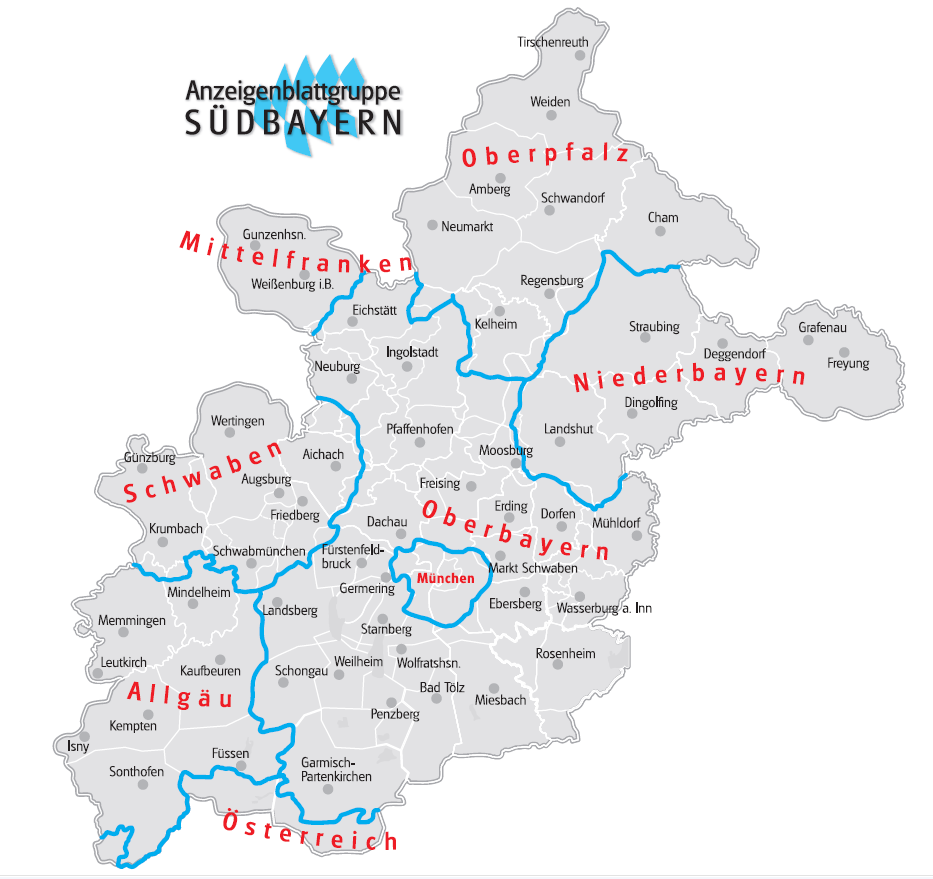
Verbreitungsgebiet der Anzeigenblattgruppe Südbayern

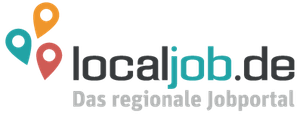
Logo von Localjob.de

Die Anzeigenblattgruppe Südbayern ist eine Gruppierung von lokalen Wochenzeitungen im südbayerischen Raum und Teilen Baden-Württembergs sowie Österreichs (Tirol). 2015 verteilte die Gruppe ca. 5 Millionen Zeitungen in der Woche. Initiiert wurde die Anzeigenblattgruppe im Jahr 1998 durch den Kreisboten-Verlag Mühlfellner. Die Anzeigenblattgruppe Südbayern wird von der Mediengruppe Münchner Merkur tz verwaltet.
Mit insgesamt 74 Ausgaben (Stand: 2014) auf einer zentral installierten Cloud werden jeweils lokal die einzelnen Ausgaben geplant und produziert sowie zentral ausgegeben. Das ebenfalls im Rahmen der Anzeigenblattgruppe eingeführte Anzeigenverkaufssystem wurde in der Cloud integriert. Planungs- und produktionsrelevante Daten werden zwischen den Systemen ausgetauscht.

## Teilnehmende Verlage
- Kreisboten-Verlag Mühlfellner (Kreisbote)
- Rundschau-Verlag (Das Gelbe Blatt)
- Kurier-Verlag (Memminger Kurier, Mindelheimer Wochenkurier)
- Hallo-Verlag (Hallo)
- Breu & Schneider (Hallo München)
- AZV Anzeigenzeitungsverlag (Intelligenzblatt Dorfen, Hallo Erding, Markt Schwabener Falke / Hallo Falke, Hallo Ebersberg / Grafinger Anzeiger)
- Anzeigen Forum Verlags-GmbH (Forum)
- Rundschau Verlags GmbH & Co. Anzeigenblatt KG (Dachauer Rundschau)
- Norbert Schneider Werbeverlag (Gemeinde-Anzeiger, Germeringer Anzeiger)
- Verlag Bayerischer Anzeigenblätter (IZ regional)
- Pons Aeni Verlag (Echo)
- Blickpunkt-Verlags GmbH (Blick, Inn-Salzach-Blick)
- A. Miller Zeitungsverlag (Traunsteiner Anzeigen-Kurier)
- StadtZeitung Werbeverlag u. Reisebüro (StadtZeitung Augsburg)
- Mayer & Söhne Druck- und Mediengruppe
- Schwaben Echo (Schwaben Echo)
- E. Pansch Verlags GmbH (Iller Anzeiger)
- Altstetter Druck (Donauwörther Anzeiger)
- CI. Attenkofer´sche Buch- und Kunstdruckerei (Aktuell)
- Jos. Thomann´sche Buchdruckerei (Landshuter Zeitung)
- Wochenblatt Verlagsgruppe (Wochenblatt)
- Mittelbayerische Werbegesellschaft (Rundschau)
- StadtZeitung Weißenburg (Weißenburg-Gunzenhausen StadtZeitung)
- M&W Zeitschriftenverlag für Marketing u. Werbung
- VSI Verlags Service Ingolstadt (Tip Wochenende)